# Вавілов Петро Петрович
Петро Петро́вич Вавілов (нар. 30 травня 1918 — 15 грудня 1984) — відомий вчений в області селекції та насінництва кормових культур. Учасник Німецько-Радянської війни (1941—1945).

## Біографія
Народився в місті Городище Пензенської обл. Закінчив в 1941 році Московську сільськогосподарську академію імені К. А. Тимірязєва. Аспірант, асистент кафедри рослинництва МСГА (1945—1948). Старший науковий співробітник сектора кліматології науково-дослідницької бази АН СРСР в Республіці Комі, вчений секретар президії (1949—1951), заступник голови президії (1951—1956), голова президії (1956—1965) філії АН СРСР Комі, одночасно (1962—1965) директор Інституту біології цієї філії. Доктор сільськогосподарських наук (1964). Професор кафедри рослинництва (1965—1971), ректор (1971—1978), завідувач кафедри рослинництва (1978—1984) МСГА. Академік ВАСГНІЛ (1973). Президент ВАСГНІЛ (1 серпня 1978 р. — 15 грудня 1984 р.).

## Наукова діяльність
Основні наукові роботи присвячені рослинництву, інтродукції, селекції та радіобіології рослин. Вчений особливу увагу звертав на проблеми кормовиробництва. Розробляв наукові основи створення міцної кормової бази в умовах Півночі — питання раціонального використання зайнятих парів, збагачення видового складу культурної флори. Вивів ряд сортів та полігібридів цукрово-кормових буряків, вперше в СРСР створив однонасіннєвий сорт кормових буряків. Провів комплексні дослідження дії підвищеної природної і штучної радіації на різні компоненти природних біогеоценозів.
Вавілова П. П. вважають головним винуватцем широкого розповсюдження борщівника Сосновського, — небезпечного бур'яну на території європейської частини колишнього СРСР, Польщі та інших європейських країн. Він захистив дисертацію по цій рослині та вважав, що врожайність її зеленої маси допоможе відновленню повоєнного сільського господарства, переконав керівництво ВАСГНІЛ в вирощуванні борщівника Сосновського як культурної рослини.
Заслужений діяч науки та техніки Комі АРСР (1962). Заслужений діяч науки РРФСР (1976). Нагороджений Орденом Трудового Червоного Прапора та має 7 медалей СРСР. Член-кореспондент АН СРСР (1979). Почесний доктор Польської сільськогосподарської академії (1978). Нагороджений 4 золотими медалями за межами СРСР. Опублікував 450 наукових праць, в тому числі 37 книг та брошур.